# Opitter
Opitter is een dorp in de Belgische provincie Limburg en een deelgemeente van de stad Bree, het was een zelfstandige gemeente tot aan de gemeentelijke herindeling van 1977.

## Geschiedenis
Opitter werd voor het eerst vermeld in 1143, als Itera et alia Itera quae dicitur nova (Itter en Nieuw-Itter); dit zijn resp. Opitter en Neeritter. De oudste sporen van bewoning zijn voorwerpen uit het neolithicum. In de 13e eeuw was Opitter een heerlijkheid van het graafschap Loon. Het kasteelpark Opitter is het enige overblijfsel van de plaatselijke burcht. De landsheren stamden uit de geslachten "van Lieck" (15e eeuw), "van Meeuwen" (1511), "van Horion" (1522), "Dans" (1665), "Raes de Scrip" (1683), "Panis" (1710), "de Kellens" (1758) en "Vissers" (1777).
De Sint-Trudokerk was waarschijnlijk een stichting door de graaf van Loon. Het patronaatsrecht werd weggeschonken aan ministeriale ridders, totdat ene Michiel van Rothem het aan de abdij van Averbode schonk (1279). Eind 14e eeuw werd de Kapel O.L.V. Troosteres der Bedrukten opgericht, die zich al snel tot een bedevaartsoord ontwikkelde. 
Opitter ligt in het dal van de Itterbeek, maar was omgeven door gemene gronden zoals het 't Hasselterbroek (noorden), de Solterheide (oosten) en de Gruitroderheide (zuiden). Daar waren de grenzen onduidelijk. Grensconflicten met de Vier Crispelen sleepten aan tot 1732. In 1971 werd het gehucht Opsolt opgenomen. Sinds 1977 is Opitter een deelgemeente van Bree.

## Demografische ontwikkeling
- Bronnen:NIS, Opm:1831 tot en met 1970=volkstellingen; 1976 = inwoneraantal op 31 december
- Bronnen: Aanhechting van Tongerlo in 1971

## Economie
Opitter is nog steeds een landbouwdorp. In de tijd van de Kempense steenkoolmijnen ontwikkelde het zich tot een forenzenplaats. De Brouwerij Cornelissen is de belangrijkste industriële vestiging. De stichtingsdatum is niet bekend, maar ligt vermoedelijk aan het begin van de 19e eeuw.

## Natuur en landschap
Opitter ligt op de overgang tussen het hoge Kempens Plateau en de lage Vlakte van Bocholt. In Opitter is de steilrand tussen deze geologische gebieden duidelijk zichtbaar. Doordat de Itterbeek en de Wijshagerbeek het plateau uitsleten, werd het natuurgebied Itterdal gevormd. Vanuit het kasteelpark Opitter vertrekken verschillende gemarkeerde wandelingen doorheen dit gebied, zowel door de Hoge Kempen als naar Kempen-Broek.

## Sport
De lokale voetbalclub is Opitter FC. Deze club speelt zijn wedstrijden in het Jaak Cornelissen Stadion en heeft geel en groen als clubkleuren. Lei Clijsters, Pier Janssen en Bryan Heynen begonnen er hun voetballoopbaan. Anno 2022 komt het eerste elftal uit in de 3e provinciale afdeling van de KBVB.

## Bezienswaardigheden
- De Sint-Trudokerk
- De Kapel O.L.V. Troosteres der Bedrukten (Opitterkiezel 200)
- Vier watermolens op de Itterbeek:

1. De Rooiermolen (Opstraat 98)
2. De Pollismolen (Molenstraat 56)
3. De Slagmolen (Molenstraat 58)
4. De Kasteelmolen (Opstraat 14)

## Galerij

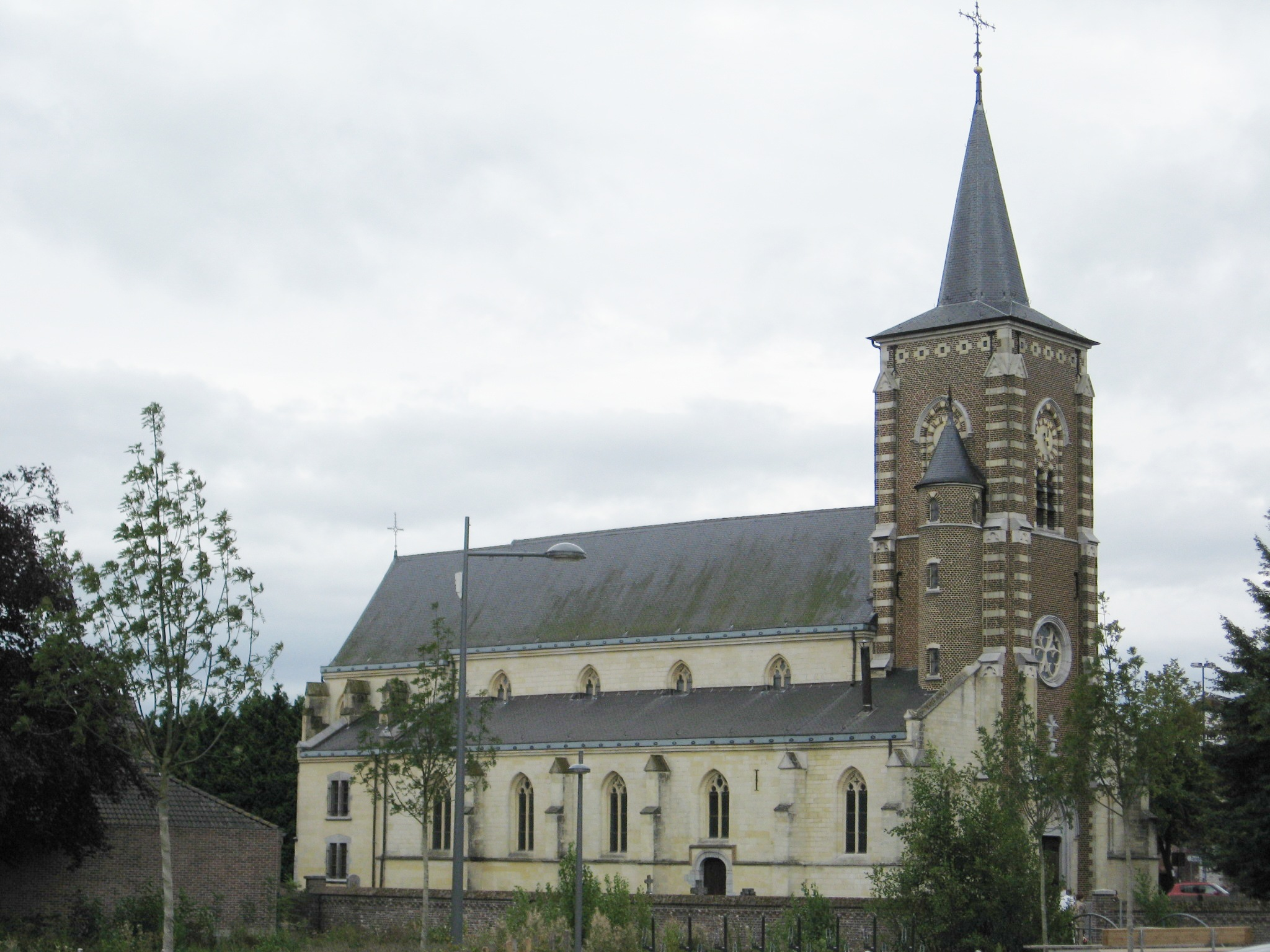
Sint-Trudokerk
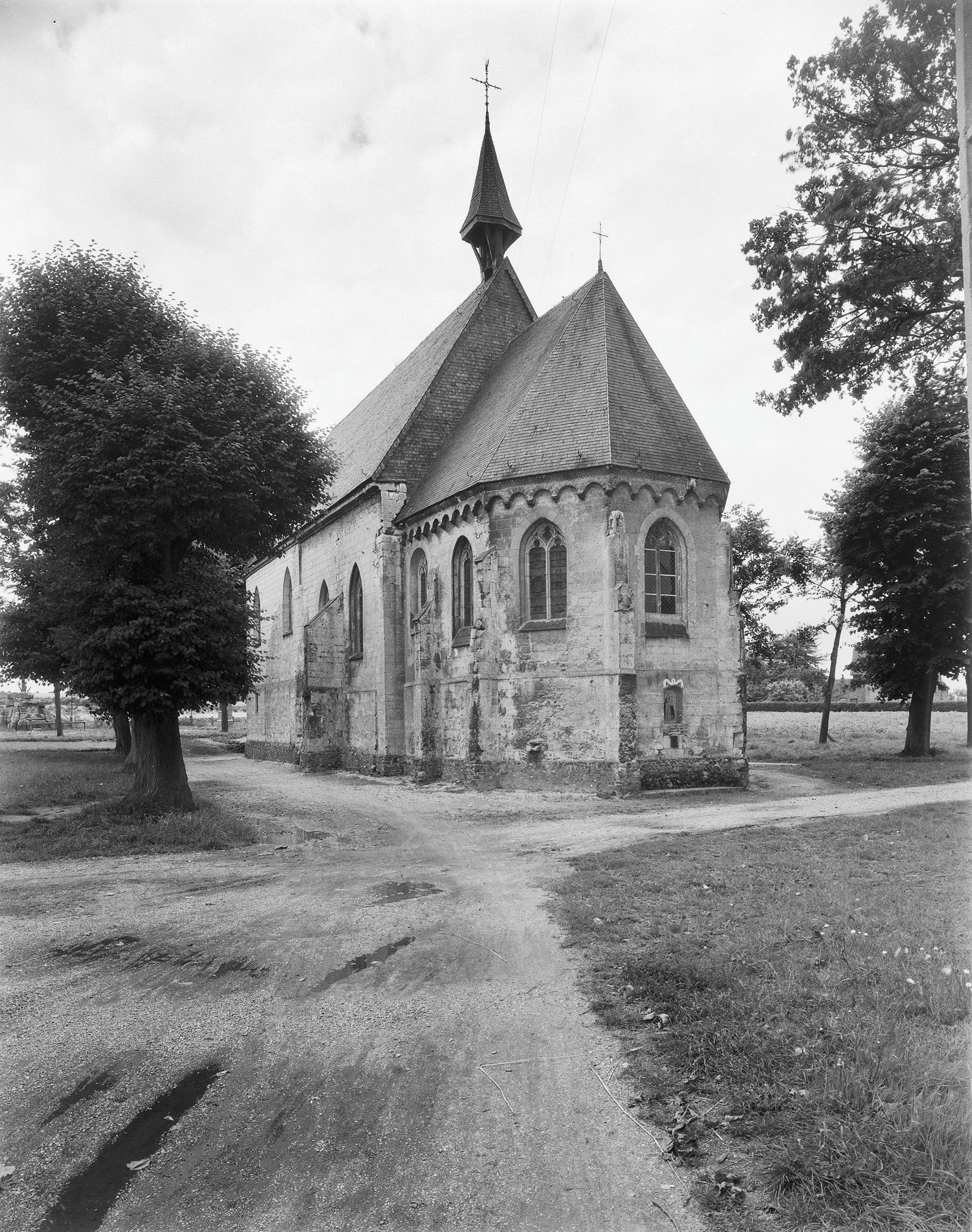
Kapel O.L.V. Troosteres der Bedrukten
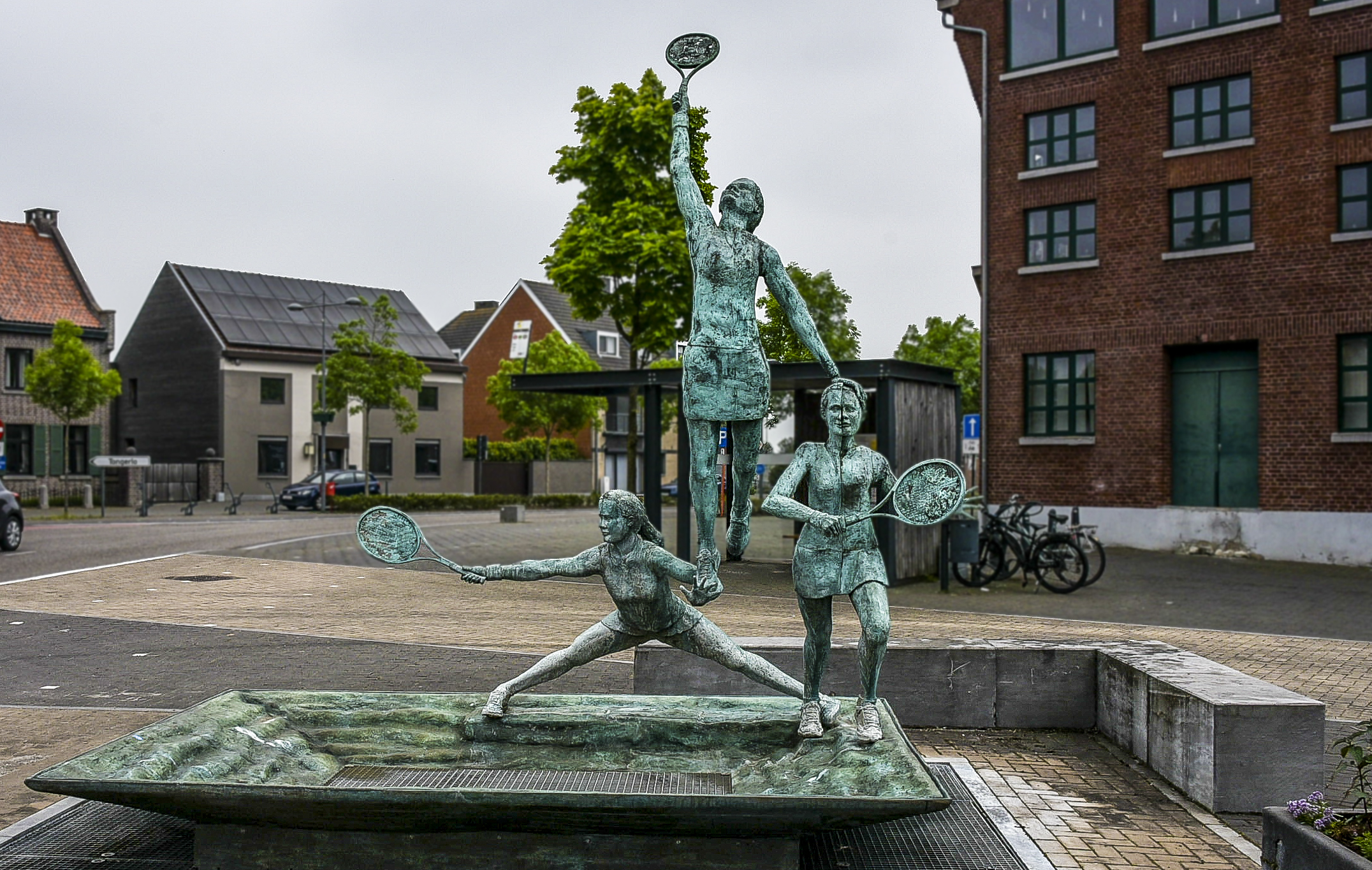
Kim Clijstersfontein in het centrum
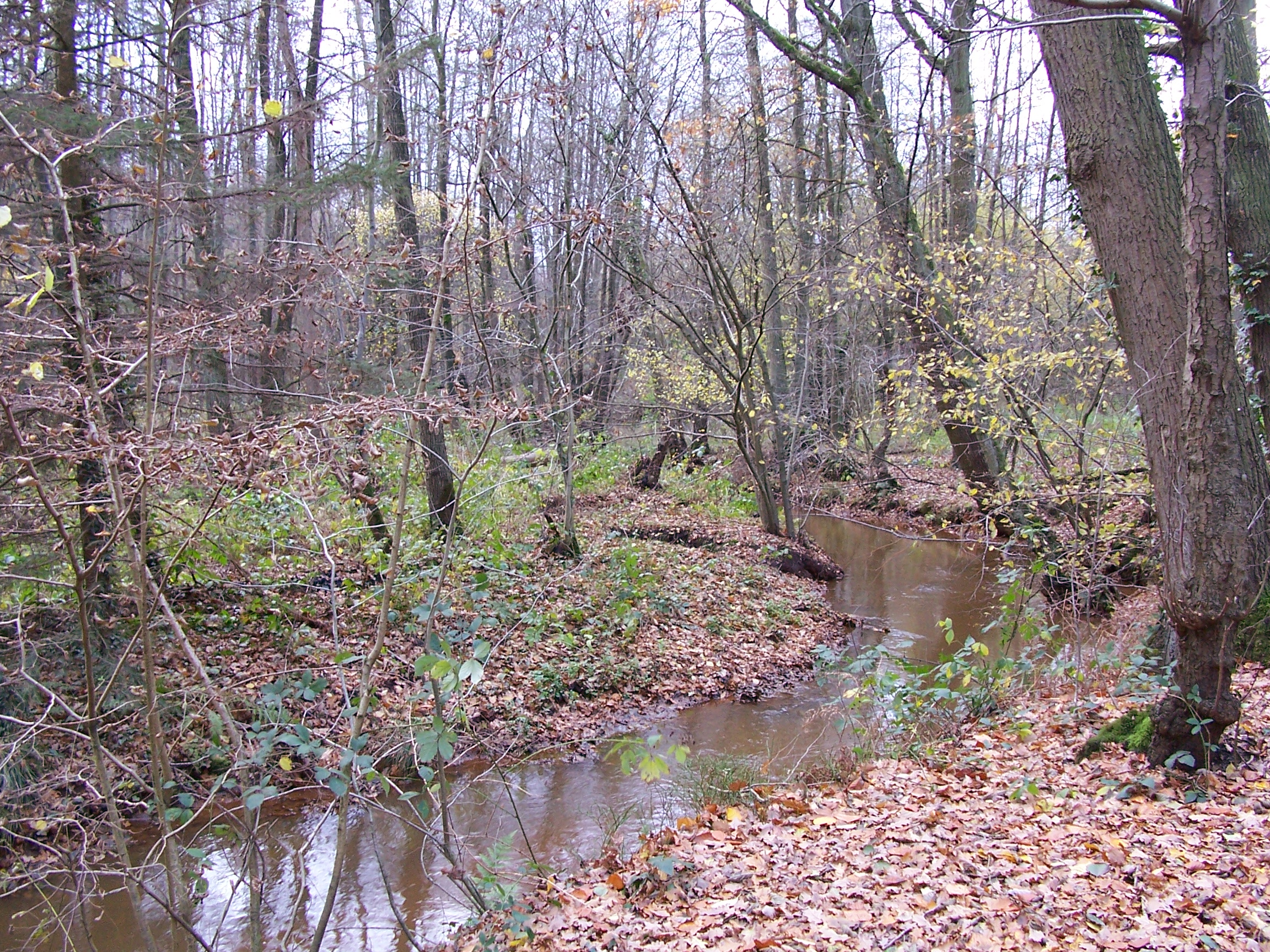
Natuurgebied Itterdal
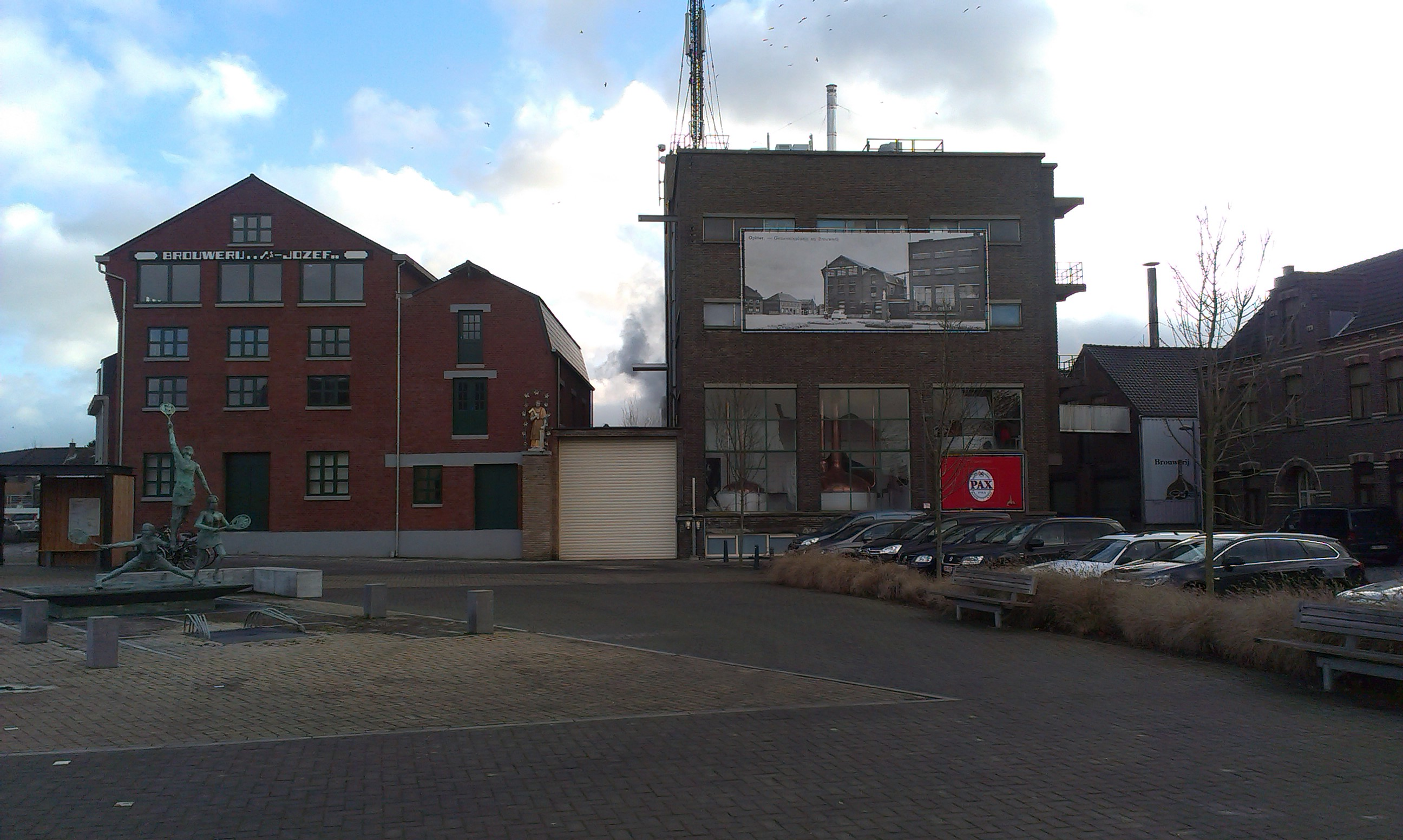
Brouwerij Cornelissen

## Bekende inwoners

### Geboren
- Lei Clijsters (1956-2009), voetballer en voetbaltrainer
- Rik Evens (1927-2022), wielrenner

## Nabijgelegen kernen
| Bree         |  |  |  | Tongerlo    |
|              |  |  |  |             |
|              |  |  |  |             |
|              |  |  |  |             |
| Neerglabbeek |  |  |  | Neeroeteren |